# Сезона лова (филм из 1968)
„Сезона лова” је југословенски ТВ филм из 1968. године. Режирао га је Иван Хетрих а сценарио је написао Војислав Кузмановић

## Улоге
| Глумац       | Улога |
| ------------ | ----- |
| Бранко Плеша |       |
| Нада Суботић |       |